# Donald Davidson (poet)
Donald Davidson, född 8 augusti 1893 Campbellsville, Giles County, Tennessee, död 25 april 1968, var en amerikansk poet, essäist och litteraturkritiker. Han ville i sin diktning undvika både en fjärmande modernism och att fastna i äldre stilar, något han försökte åstadkomma med ett uttryck rotat i en levande lantlig tradition från den amerikanska södern. Davidson ingick i två inflytelserika grupper baserade i Nashville: på 1920-talet The fugitives, en grupp poeter knutna till Vanderbilt University där Davidson länge undervisade, och de delvis överlappande Southern agrarians, som förenades i sin vurm för den amerikanska söderns tradition av agrarianism, konservatism och religiositet. Andra medlemmar i de två grupperna var bland andra Allen Tate och Robert Penn Warren.
Utöver dikter skrev Davidson historiska skildringar, varav den mest lästa är The Tennessee i två band, utgivna 1946 och 1948. Davidsons enda roman är The big ballad jamboree som gavs ut postumt 1996. Den utspelar sig sommaren 1949 bland hillbillymusiker som kämpar med att kombinera kommersiell framgång med integritet och respekt för traditioner.